# Sakalinė
Sakalinė (en polonais : Sokoleńszczyzna) est un village situé à 50 kilomètres au sud de Vilnius et à cinq kilomètres à l'est de Šalčininkai. Selon le recensement de 2001, le village comptait 91 habitants. Il en comptait 157 en 1970.
Sakalinė a la particularité d'être situé littéralement sur la frontière internationale entre la Lituanie et la Biélorussie, qui traverse le village en son centre. Du côté biélorusse, le village porte le nom de Kulkishki (en biélorusse : кулькішкі).

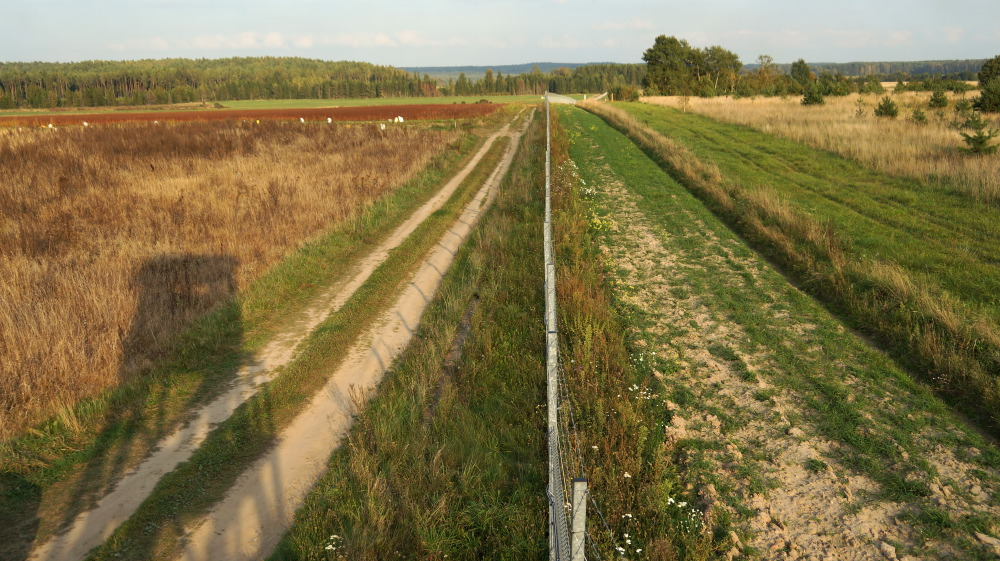
La frontière à Sakalinė.
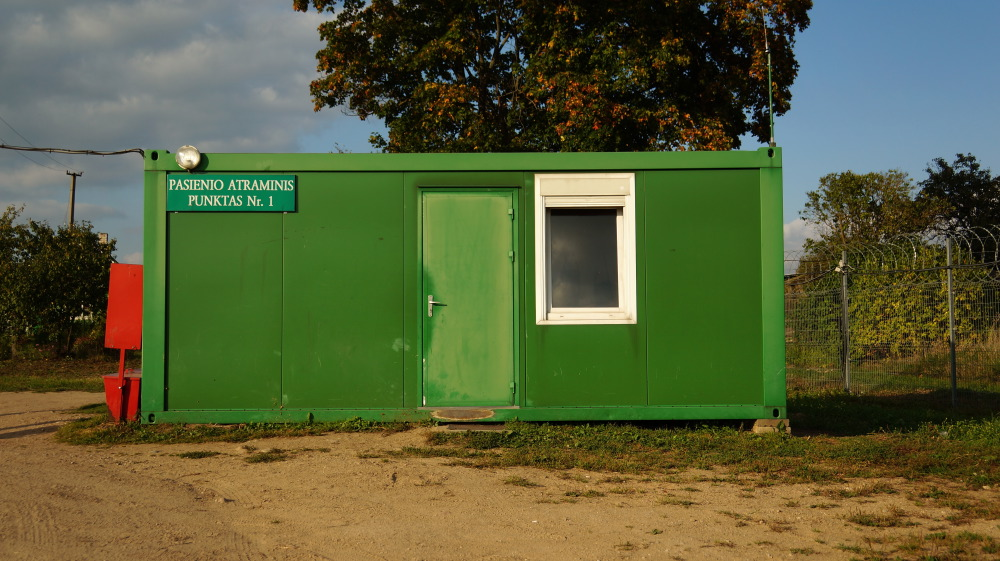
Le poste des garde-frontières, à Sakalinė.